# Velascálvaro
Velascálvaro – gmina w Hiszpanii, w prowincji Valladolid, w Kastylii i León, o powierzchni 23,03 km². W 2011 roku gmina liczyła 182 mieszkańców.